# نوماتا، هوکایدو
نوماتا، هوکایدو (به لاتین: Numata, Hokkaido) یک منطقهٔ مسکونی در ژاپن است که در Sorachi Subprefecture واقع شده‌است. نوماتا  ۳٬۸۵۹ نفر جمعیت دارد.